# Andrásfai Béla
Andrásfai Béla (Kám, 1931. február 8. – Budapest, 2023. június 6.) matematikus, egyetemi docens, az Andrásfai-gráf névadója.

## Életpályája
Holenda Béla Ottó néven született, a család 1935-től viseli az Andrásfai nevet, apja szőlőfaluja alapján. Családja 1932–1955 között Győrváron lakott. 1994-ben megkapta a Győrvár díszpolgára címet, és köszönetképpen megtervezte a község címerét és zászlaját.
Gimnáziumi tanulmányait 1942-ben a budapesti Verbőczyben kezdte, 1946-tól a szombathelyi premontrei (illetve Nagy Lajos) gimnáziumban folytatta, és 1951-ben érettségizett. 1954-ben matematika-fizika szakos tanári diplomát szerzett a budapesti Pedagógiai Főiskolán, majd 1957-ben az Eötvös Loránd Tudományegyetemen is. 1953–1955 között tanársegéd volt Pedagógiai Főiskola matematika tanszékén, majd átment a Budapesti Műszaki Egyetem Villamosmérnöki Karára. Itt adjunktus 1963-tól, docens 1965-től 1996-os nyugdíjazásáig.
1963-ban megkapta a matematikai tudományok kandidátusa tudományos címet. A Diszkrét matematika anyagának kidolgozója és a tárgy oktatója. Az ELTE TTK Matematikai Intézetének meghívására fakultatív tárgyként Matematika a vádlottak padján címmel előadást tartott a 2011. év tavaszi félévében. Több szakkönyv, egyetemi jegyzet írója.
Közéleti tevékenysége is számottevő. A Bolyai János Matematikai Társulatban különféle tisztségeket vállalt, konferenciákat szervezett, általános és középiskolai tanároknak számos előadást tartott.

## Munkássága

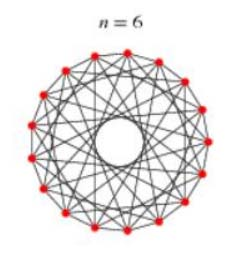
Andrásfai-gráf

Tudományos tevékenysége a gráfelmélet tárgykörébe tartozik. Andrásfai-gráfoknak nevezik az általa leírt és vizsgált extrém gráfokat. Több tudományos cikk, szakkönyv, egyetemi jegyzet szerzője.

### Könyvei
- Gráfelmélet. Villamosmérnökök számára; Tankönyvkiadó, Bp., 1968 (Mérnöki Továbbképző Intézet kiadványa V.)
- Ismerkedés a gráfelmélettel, Tankönyvkiadó, Budapest, 1971, 1973, 1984. Angolul: Introductory graph theory, Akadémiai Kiadó, Budapest és Adam Hilger Ltd. Bristol, New York, 1977
- Gráfelmélet. Folyamok, mátrixok, Akadémiai Kiadó, Budapest, 1983. Angolul: Graph theory. Flows, matrices, Akadémiai Kiadó és Adam Hilger Ltd. Bristol, Philadelphia, 1991
- Gráfelmélet, Polygon Kiadó, Szeged, 1997
- Gráfelmélet villamosmérnökök számára, Tankönyvkiadó, Budapest, 1968, 1971
- Matematikai érdekességek, Gondolat Kiadó, Budapest, 1969 (társszerzőkkel), Németül: Mathematisches Mosaik, Urania Verlag, Leipzig–Jena–Berlin, 1977
- Vonalak és felületek topológiája, Tankönyvkiadó, Budapest, 1971, Polygon Kiadó, Szeged, 1994
- Versenymatek gyerekeknek, Tankönyvkiadó, Budapest, 1986, 1988, Calibra Kiadó, 1992, 2002
- Infor-matek, Polygon Kiadó, Szeged, 1997 (Ablonczy Péterrel)
- Matematika a vádlottak padján avagy Felkészítés matematika pótvizsgára. Játék 16 képben; Print-Tech Kft., Bp., 2010
- Bizarr élményeim (kézirat, 2009)

### Tudományos cikkei (válogatás)
- Cellular automata in trees. Finite and infinite sets, 6th Hung. Combin. Colloq., Eger/Hung. 1981, Vol. I, Colloq. Math. Soc. János Bolyai 37, 35–45 (1984)
- Andrásfai, B.; Erdős, Paul; Sós, Vera T.: On the connection between chromatic number, maximal clique and minimal degree of a graph. Discrete Math. 8, 205–218 (1974)
- Remark on a paper of Gerencsér and Gyárfás. Ann. Univ. Sci. Budap. Rolando Eötvös, Sect. Math. 13 (1970), 103–107 (1971)
- On critical graphs. Theory Graphs, internat. Sympos. Rome 1966, 9–19 (1967)
- Graphentheoretische Extremalprobleme. Acta Math. Acad. Sci. Hung. 15, 413–438 (1964)
- Gráfok útjairól, köreiről és hurokjairól, Mat. Lapok 13, 95–106 (1962)
- Neuer Beweis eines graphentheoretischen Satzes von P. Turán. Publ. Math. Inst. Hung. Acad. Sci., Ser. A, 7, 193–196 (1962)
- Über ein Extremalproblem der Graphentheorie. Acta Math. Acad. Sci. Hung. 13, 443–455 (1962)

## Elismerések, kitüntetések
- Beke Manó Nagydíj, 1975
- Minisztertanácsi kitüntetés kiváló munkáért, 1982, 1989
- A legjobb előadó, 1979, a BME Villamosmérnöki kar hallgatóitól
- Győrvár díszpolgára, 1994